# Cherry Grove (Washington)
Cherry Grove az Amerikai Egyesült Államok északnyugati részén, Washington állam Clark megyéjében elhelyezkedő statisztikai település. A 2010. évi népszámlálási adatok alapján 546 lakosa van.

## Népesség
A település népességének változása:
| Lakosok száma | 663  | 546  | 588  |
|               | 2000 | 2010 | 2020 |